# Davi Santos

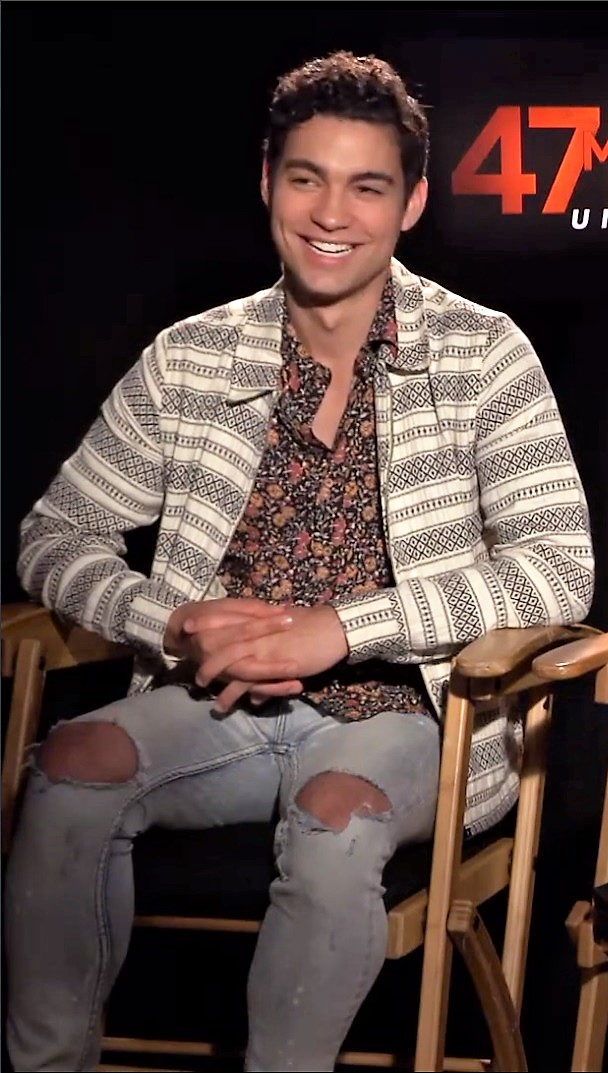
Davi Santos 2019

Davi Santos (* 1. Februar 1990 in Rio de Janeiro) ist ein brasilianischer, in den Vereinigten Staaten tätiger Schauspieler.

## Leben und Karriere
Santos wurde in Brasilien geboren, aber die Familie zog vor seinem ersten Geburtstag in die Vereinigten Staaten, wo er im New Yorker Stadtteil Astoria aufwuchs. Er besuchte die Professional Performing Arts School sowie die LaGuardia Arts High School und machte einen Abschluss an dem William E. Macaulay Honors College der City University of New York. Dort lernte er Christopher James Lopez kennen und half ihm beim Drehbuch dessen Kurzfilms The Cure, was zur Gründung der gemeinsamen Firma Densely Hollow führte, mit der sie Kurz- und Spielfilme drehen und produzieren, in denen Santos gelegentlich die Hauptrolle spielt.
Daneben hatte er Seriennebenrollen 2012 in Mr. Box Office, 2015 in Power Rangers Dino Charge als der goldene Power Rangers sowie 2018 in der ersten Staffel von Tell Me a Story. Santos wurde 2020 für die Krankenhausserie Good Sam besetzt, deren Veröffentlichung aufgrund der COVID-19-Pandemie erst im Januar 2022 stattfand.
Santos identifiziert sich als Teil der LGBT-Community.

## Filmografie
- 2010: The Support Group (Kurzfilm)
- 2010: Bemvindo (Kurzfilm)
- 2012: The Cure (Kurzfilm)
- 2012: Chasing 8s (Fernsehserie, 1 Episode)
- 2012: How to Rock (Fernsehserie, 1 Episode)
- 2012–2013: Mr. Box Office (Fernsehserie, 23 Episoden)
- 2013: Apartment 23 (Don’t Trust the B---- in Apartment 23, Fernsehserie, 1 Episode)
- 2013: Densely Hollow (Kurzfilm)
- 2014: Amongst (Kurzfilm)
- 2014: Week Night Stands (Kurzfilm)
- 2014: Switched at Birth (Fernsehserie, 1 Episode)
- 2014: Mystery Girls (Fernsehserie, 1 Episode)
- 2015: Chasing Life (Fernsehserie, 1 Episode)
- 2015: In the Deep (Kurzfilm)
- 2015–2016: Power Rangers Dino Charge (Fernsehserie, 22./23. Staffel, 35 Episoden)
- 2016: America Adrift (Spielfilm)
- 2017: Kirby Buckets (Fernsehserie, 1 Episode)
- 2017: Something Like Summer (Spielfilm)
- 2017: The Man from Earth: Holocene (Spielfilm)
- 2017: Will & Grace (Fernsehserie, 1 Episode)
- 2017: Margaux in America (Kurzfilm)
- 2017: Law & Order True Crime (Fernsehserie, 3 Episoden)
- 2018: Devout (Kurzfilm)
- 2018–2019: Tell Me a Story (Fernsehserie, 1. Staffel, 10 Episoden)
- 2019: Polaroid (Spielfilm)
- 2019: 47 Meters Down: Uncaged (Spielfilm)
- 2020: Power Rangers Beast Morphers (Fernsehserie, 27. Staffel, 2 Episoden)
- 2020: The Billionaire (Spielfilm)
- 2020: Kappa Kappa Die (Spielfilm)
- 2020: The Shadow Diaries (Podcast-Serie, 3 Episoden, Stimme)
- 2021: Father of Flies (Spielfilm)
- 2021: 13 Minutes (Spielfilm)
- 2022: Good Sam (Fernsehserie, 13 Episoden)

andere Funktionen:
- 2012: The Cure (auch Autor)
- 2013: Lone Prophet (Kurzfilm, Autor und Produzent)
- 2013: Densely Hollow (auch Autor, Regisseur und Produzent)
- 2014: Week Night Stands (auch Autor, Regisseur und Produzent)
- 2017: Day Off (Kurzfilm, Produzent)
- 2018: Devout (auch Produzent)